# 獅子座80
獅子座80，又名BD+04 2463，HD 99329、SAO 118851、HR 4410，是獅子座的一颗恒星，视星等为6.37，位于銀經257.9，銀緯59.03，其B1900.0坐标为赤經11h 20m 41.6s，赤緯+4° 59.03′ 39″。